# Список птахів Джибуті
Це список видів птахів, зареєстрованих у Джибуті. Орнітофауна Джибуті включає 400 підтверджених видів, з них один ендемічний вид, 3 бродячих і 1 — інтродукований вид.

## Теги
- (А) Accidental (бродяжний чи залітний) — вид, який рідко або випадково трапляється в Джибуті
- (Е) Endemic (ендемічний) — вид, що трапляється лише в Джибуті
- (I) Introduced (інтродукований) — вид, що завезений до Джибуті внаслідок прямого чи непрямого впливу людини.

Теги, що використовуються для виділення охоронного статусу кожного виду за оцінками МСОП:
| Вимерлий вид                        | Extinct               | Зниклий                          |
| Вид, що вимер у дикій природі       | Extinct in the Wild   | Зниклий у дикій природі          |
| Вид на межі зникнення               | Critically Endangered | Перебуває під критичною загрозою |
| Перебуває під загрозою зникнення    | Endangered            | Перебуває під загрозою           |
| Уразливий вид                       | Vulnerable            | Уразливий                        |
| Вид, близький до загрозливого стану | Near Threatened       | Близький до загрозливого стану   |
| Вид поза небезпекою                 | Least Concern         | У найменшій загрозі              |
| Вид з невизначеним статусом         | Data Deficient        | Відомості недостатні             |
| Вид з невизначеним статусом         | Not Evaluated         | Види з недослідженим статусом    |

## Страусоподібні
Родина: Страусові
- Страус звичайний, Struthio camelus  LC
- Страус сомалійський, Struthio molybdophanes  VU

## Пірникозоподібні

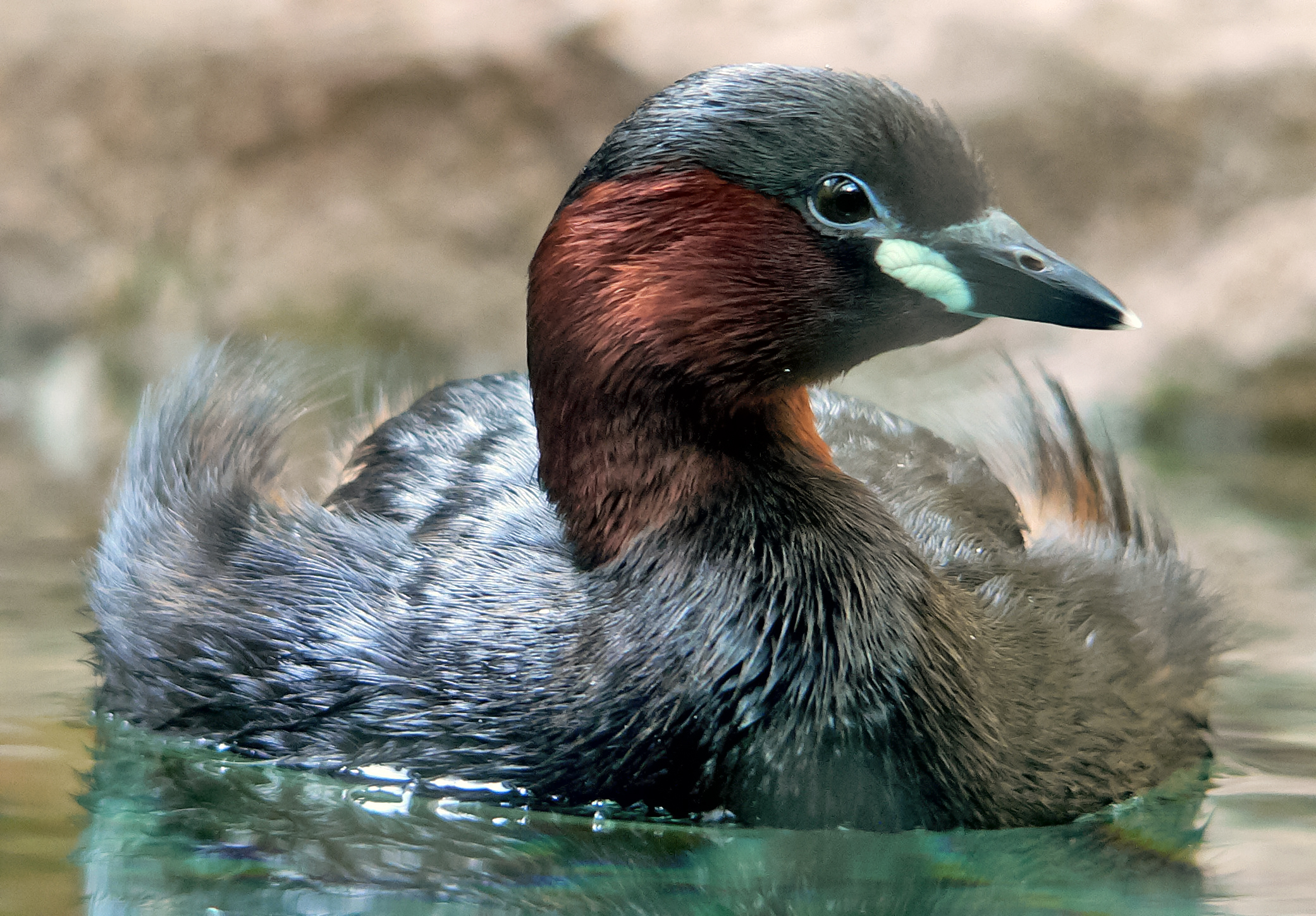
Пірникоза мала

- Пірникоза мала, Tachybaptus ruficollis  LC

## Буревісникоподібні
Родина: Буревісникові
- Тайфунник атлантичний, Pterodroma incerta (А)  EN
- Бульверія товстодзьоба, Bulweria fallax (А)  NT
- Буревісник світлоногий, Ardenna carneipes  NT
- Буревісник клинохвостий, Ardenna pacifica  LC
- Буревісник каріамуріанський, Puffinus persicus  LC  (А)

Родина: Океанникові
- Океанник Вільсона, Oceanites oceanicus  LC

Родина: Качуркові
- Качурка вилохвоста, Oceanodroma monorhis  NT

## Фаетоноподібні
Родина: Фаетонові
- Фаетон червонодзьобий, Phaethon aethereus  LC

## Сулоподібні
Родина: Сулові

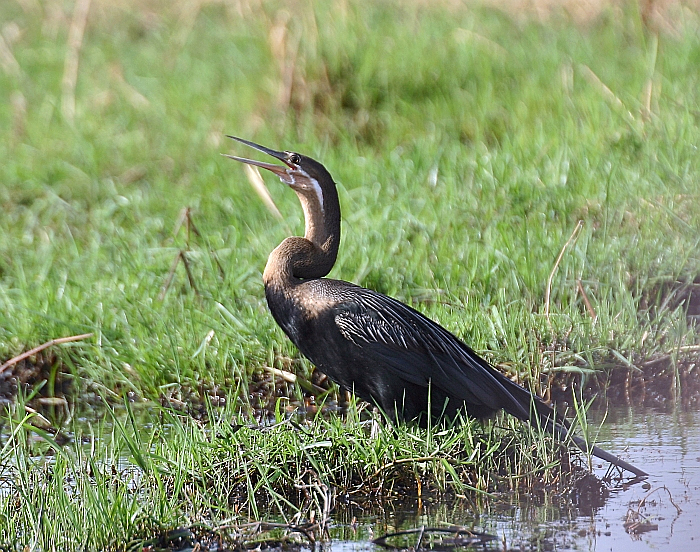
Змієшийка африканська

- Сула білочерева, Sula leucogaster LC
- Сула червононога, Sula sula  LC

Родина: Бакланові
- Баклан африканський, Microcarbo africanus  LC
- Баклан перський, Phalacrocorax nigrogularis  VU

Родина: Змієшийкові
- Змієшийка африканська, Anhinga rufa  LC

Родина: Фрегатові
- Фрегат-арієль, Fregata ariel  LC

## Пеліканоподібні
Родина: Пеліканові
- Пелікан рожевий, Pelecanus onocrotalus  LC
- Пелікан африканський, Pelecanus rufescens  LC

Родина: Молотоголові

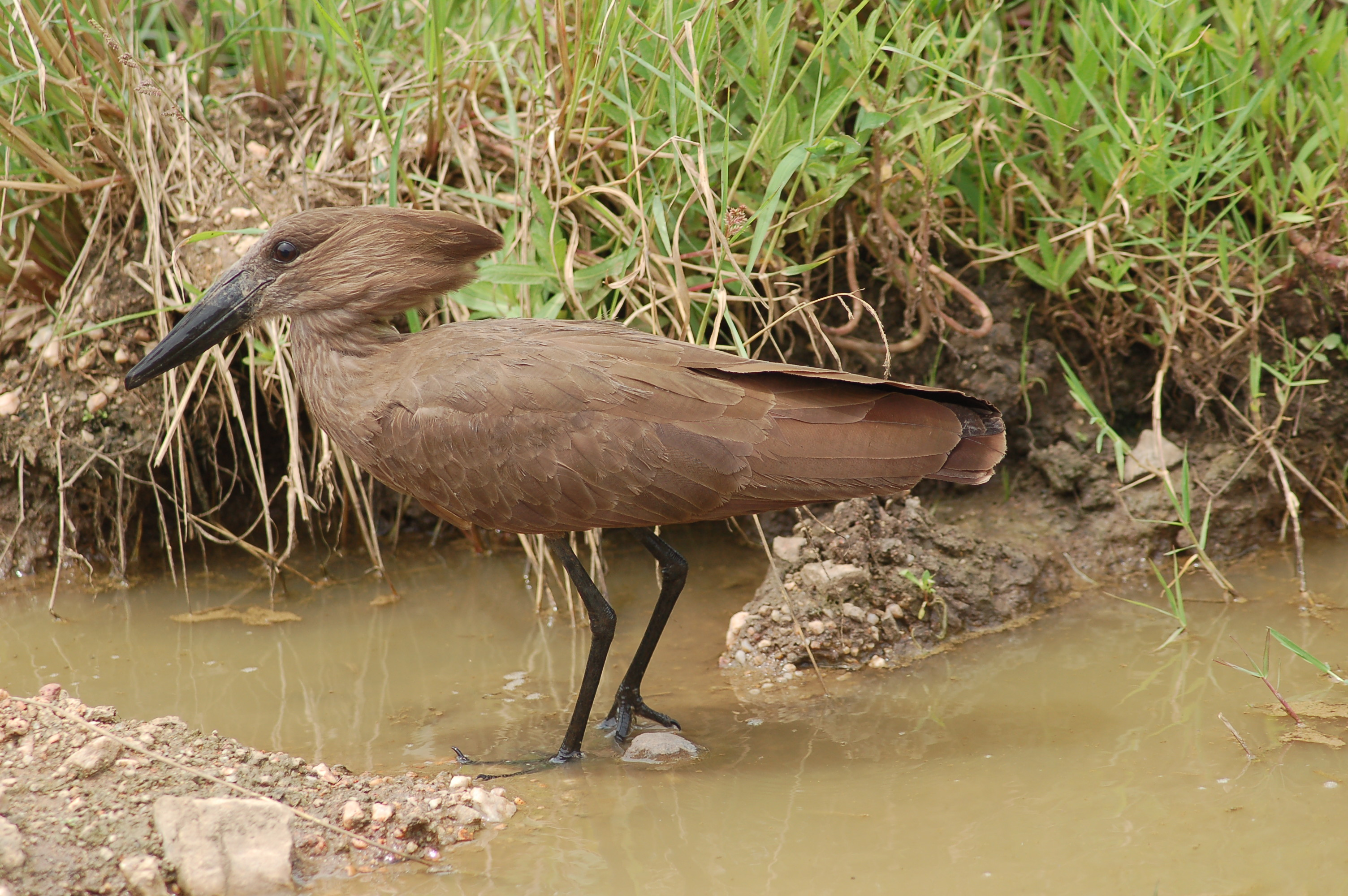
Молотоголов

- Молотоголов, Scopus umbretta  LC

Родина: Чаплеві

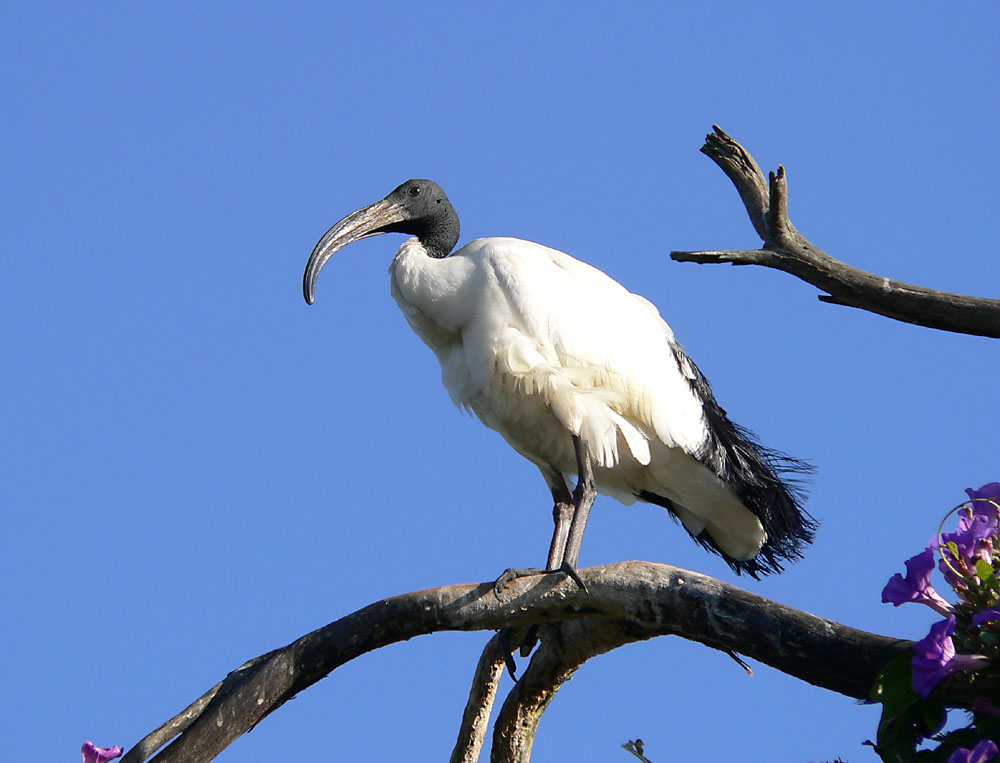
Ібіс священний

- Бугайчик, Ixobrychus minutus  LC
- Бугайчик китайський, Ixobrychus sinensis (А)  LC
- Чапля сіра, Ardea cinerea  LC 5
- Чапля чорноголова, Ardea melanocephala  LC
- Чапля-велетень, Ardea goliath  LC
- Чапля руда, Ardea purpurea  LC
- Чепура велика, Ardea alba  LC
- Чепура середня, Ardea intermedia (А)  LC
- Чепура мала, Egretta garzetta  LC
- Чапля рифова, Egretta gularis  LC
- Чепура чорна, Egretta ardesiaca  LC
- Чапля єгипетська, Bubulcus ibis  LC
- Чапля жовта, Ardeola ralloides  LC
- Чапля мангрова, Butorides striata  LC
- Квак, Nycticorax nycticorax  LC

Родина: Ібісові
- Коровайка, Plegadis falcinellus  LC
- Ібіс священний, Threskiornis aethiopicus  LC
- Косар, Platalea leucorodia (A)  LC
- Косар африканський, Platalea alba  LC

## Лелекоподібні
Родина: Лелекові

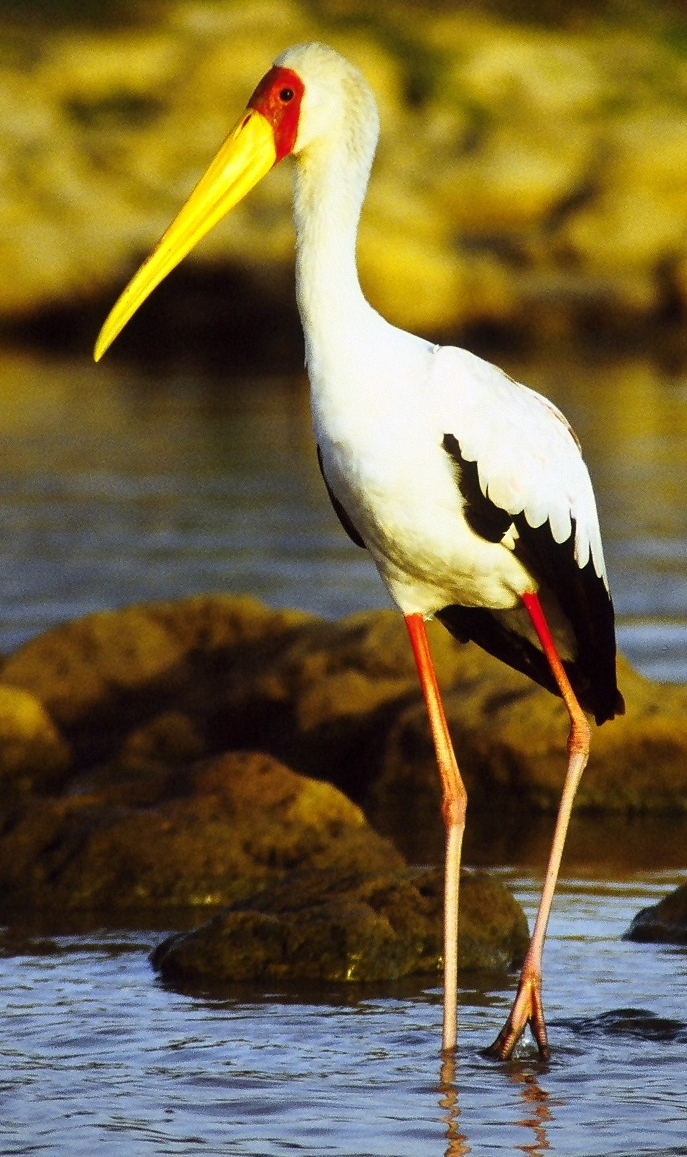
Лелека-тантал африканський

- Лелека-тантал африканський, Mycteria ibis LC
- Лелека чорний, Ciconia nigra  LC
- Лелека африканський, Ciconia abdimii  LC
- Лелека тропічний, Ciconia microscelis  LC
- Лелека білий, Ciconia ciconia  LC
- Ябіру сенегальський, Ephippiorhynchus senegalensis  LC
- Марабу африканський, Leptoptilos crumenifer  LC

## Фламінгоподібні
Родина: Фламінгові

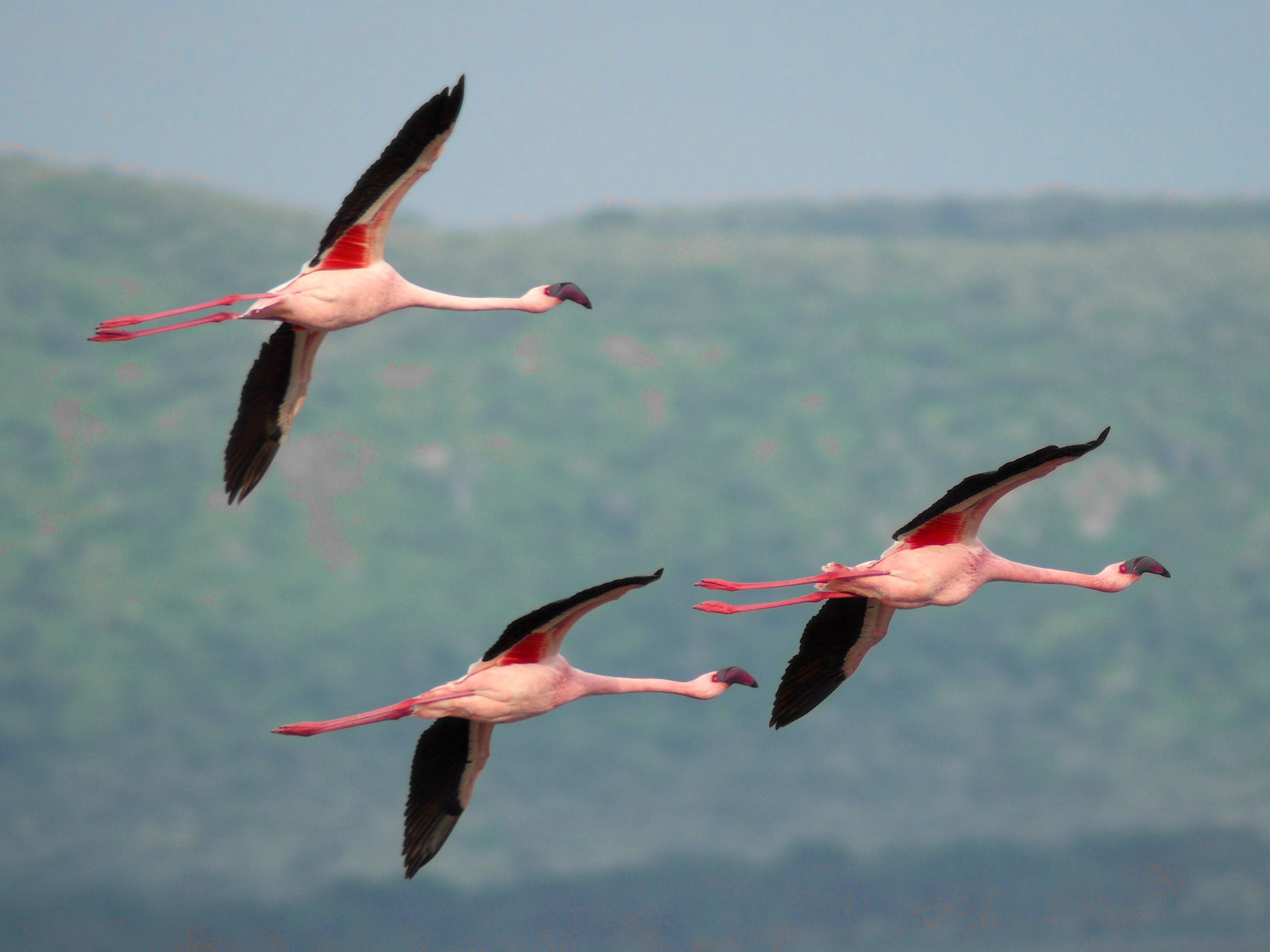
Зграя фламінго малого

- Фламінго рожевий, Phoenicopterus roseus  LC
- Фламінго малий, Phoeniconaias minor  NT

## Гусеподібні
Родина: Качкові

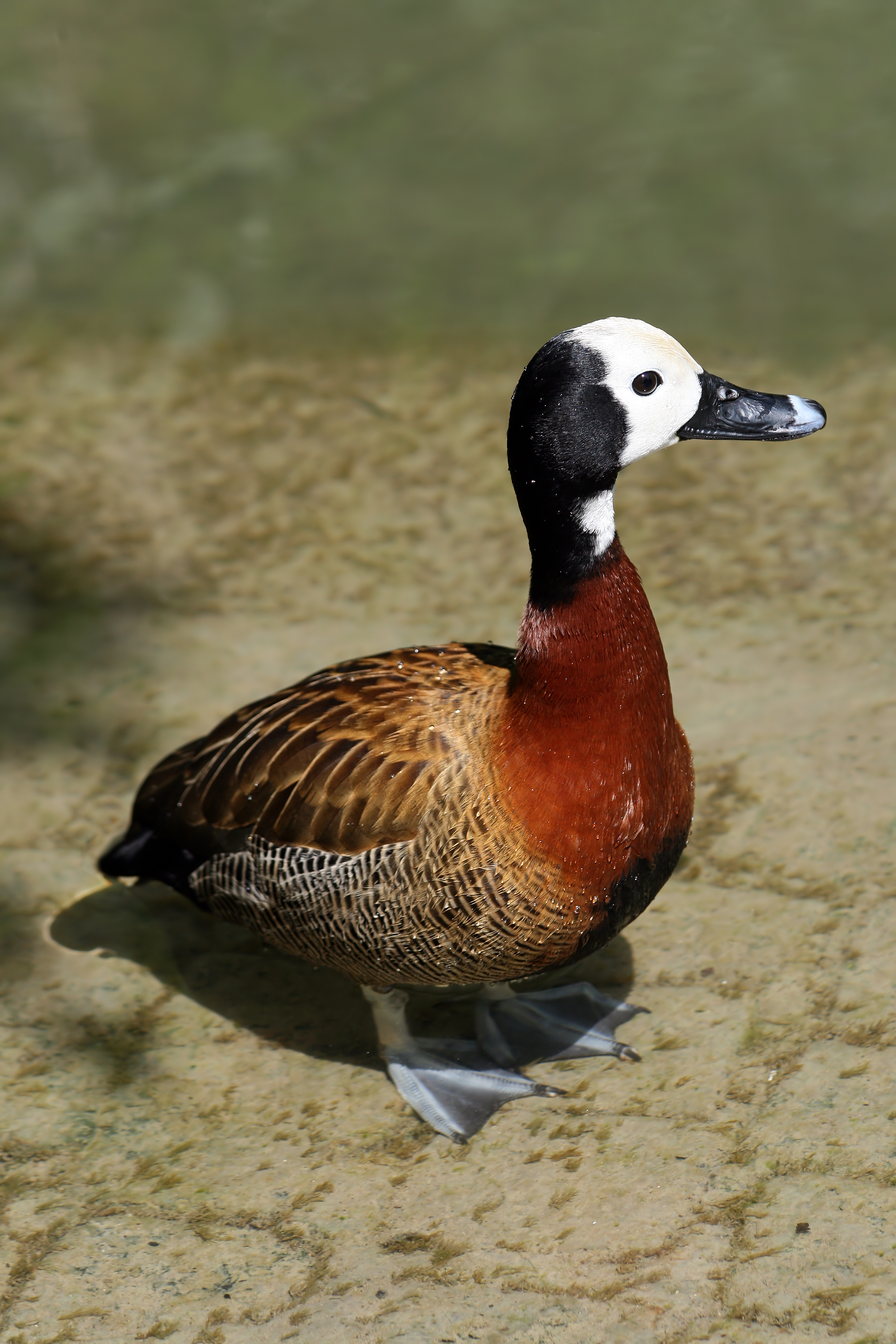
Свистач білоголовий

- Свистач білоголовий, Dendrocygna viduata  LC
- Свистач рудий, Dendrocygna bicolor  LC
- Стромярка, Thalassornis leuconotus  LC
- Качка шишкодзьоба, Sarkidiornis melanotos  LC
- Каргарка нільська, Alopochen aegyptiaca  LC
- Чирянка-крихітка африканська, Nettapus auritus  LC
- Свищ євразійський, Mareca penelope  LC
- Чирянка мала, Anas crecca  LC
- Чирянка африканська, Anas capensis  LC
- Крижень жовтодзьобий, Anas undulata  LC
- Крижень звичайний, Anas platyrhynchos (A)  LC
- Шилохвіст червонодзьобий, Anas erythrorhyncha  LC
- Шилохвіст північний, Anas acuta  LC
- Чирянка велика, Spatula querquedula  LC
- Чирянка жовтощока, Spatula hottentota  LC
- Широконіска північна, Spatula clypeata  LC
- Чернь червоноока, Netta erythrophthalma  LC
- Чернь білоока, Aythya nyroca  NT
- Чернь чубата, Aythya fuligula  LC

## Яструбоподібні
Родина: Секретареві
- Птах-секретар, Sagittarius serpentarius  VU

Родина: Скопові
- Скопа, Pandion haliaetus  LC

Родина: Яструбові
- Осоїд, Pernis apivorus  LC

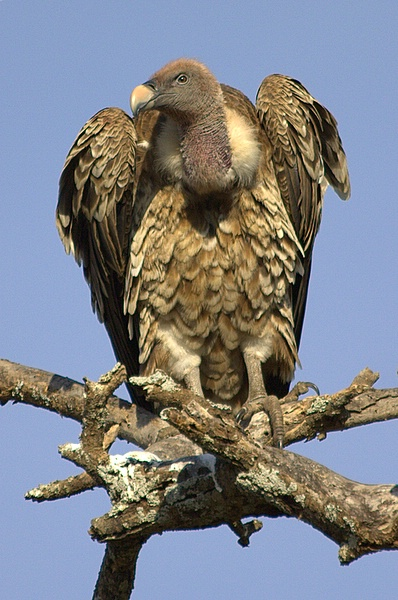
Сип плямистий

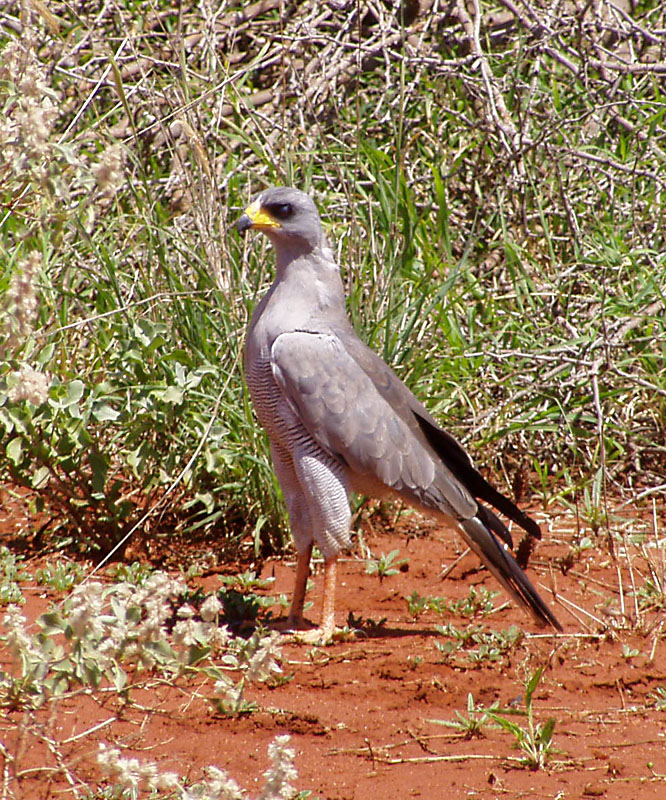
Яструб-крикун сірий

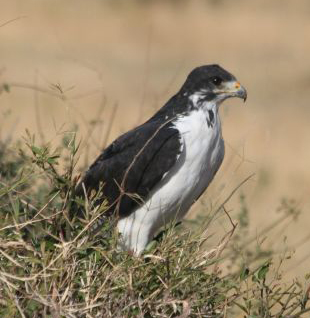

- Осоїд чубатий, Pernis ptilorhynchus (А)  LC
- Шуліка чорноплечий, Elanus caeruleus (А)  LC
- Шуліка вилохвостий, Chelictinia riocourii  LC
- Шуліка чорний, Milvus migrans  LC
- Стерв'ятник бурий, Necrosyrtes monachus  CR
- Ягнятник, Gypaetus barbatus  NT
- Стерв'ятник, Neophron percnopterus  EN
- Сип африканський(інші мови), Gyps africanus  CR
- Сип плямистий, Gyps rueppelli  CR
- Сип білоголовий, Gyps fulvus (A)  LC
- Гриф білоголовий, Trigonoceps occipitalis  CR
- Гриф африканський, Torgos tracheliotus  EN
- Змієїд блакитноногий, Circaetus gallicus  LC
- Орел-блазень(інші мови), Terathopius ecaudatus  NT
- Лунь очеретяний, Circus aeruginosus  LC
- Лунь польовий, Circus cyaneus  LC
- Лунь степовий, Circus macrourus  NT
- Лунь лучний, Circus pygargus  LC
- Яструб-крикун темний, Melierax metabates  LC
- Яструб-крикун сірий, Melierax poliopterus  LC
- Яструб туркестанський, Accipiter badius  LC
- Яструб коротконогий, Accipiter brevipes  LC
- Яструб малий, Accipiter nisus  LC
- Канюк звичайний, Buteo buteo  LC
- Канюк сомалійський(інші мови), Buteo archeri  NT
- Канюк степовий, Buteo rufinus  LC
- Канюк-авгур(інші мови), Buteo augur  LC
- Підорлик малий, Clanga pomarina  LC
- Підорлик великий, Clanga clanga (A)  VU
- Орел-карлик, Hieraaetus pennatus  LC
- Орел рудий, Aquila rapax (А)  VU
- Орел степовий, Aquila nipalensis  EN
- Могильник східний, Aquila heliaca  VU
- Орел кафрський, Aquila verreauxii  LC
- Орел-карлик яструбиний, Aquila fasciata  LC
- Орел-карлик африканський(інші мови), Aquila spilogaster  LC

## Соколоподібні
Родина: Соколові

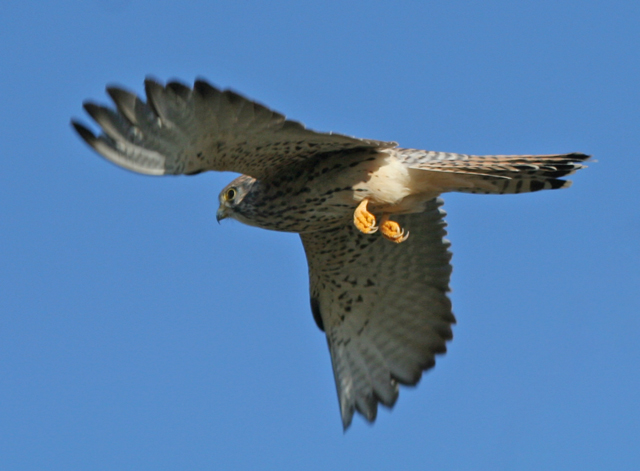
Боривітер степовий прилітає на зимівлю з Європи та Азії.

- Боривітер степовий, Falco naumanni  LC
- Боривітер звичайний, Falco tinnunculus  LC
- Боривітер великий, Falco rupicoloides (А)  LC
- Боривітер рудий, Falco alopex  LC
- Кібчик, Falco vespertinus  NT
- Підсоколик Елеонори, Falco eleonorae  LC
- Підсоколок сірий, Falco concolor  VU
- Підсоколик великий, Falco subbuteo  LC
- Сокіл середземноморський, Falco biarmicus  LC
- Балабан, Falco cherrug  EN
- Сапсан, Falco peregrinus  LC

## Куроподібні
Родина: Фазанові

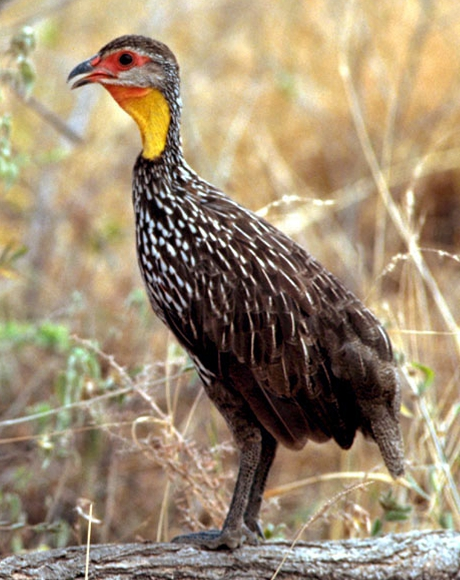
Турач жовтогорлий, Pternistis leucoscepus

- Перепілка звичайна, Coturnix coturnix  LC
- Турач жовтогорлий, Pternistis leucoscepus  LC
- Турач чорнолобий, Pternistis ochropectus (Е)  CR

## Журавлеподібні
Родина : Журавлеві
- Журавель сірий, Grus grus  LC

Родина: Пастушкові

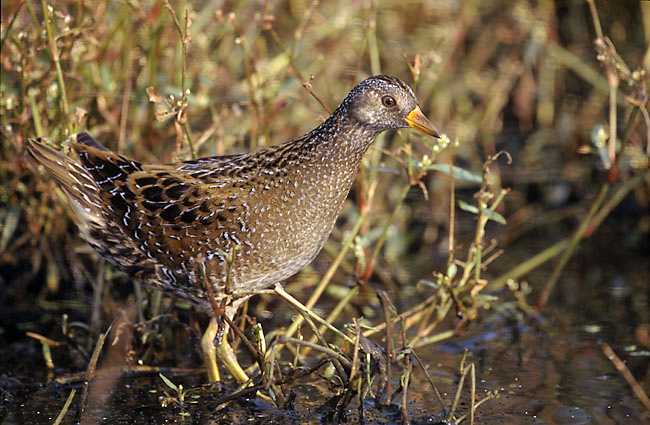
Погонич звичайний

- Погонич звичайний, Porzana porzana  LC
- Курочка водяна, Gallinula chloropus  LC
- Багновик африканський, Zapornia flavirostra  LC
- Погонич малий, Zapornia parva  LC
- Погонич-крихітка, Zapornia pusilla  LC

## Дрохвоподібні
Родина: Дрохвові
- Дрохва аравійська, Ardeotis arabs  NT
- Дрохва ефіопська, Neotis heuglinii  LC
- Корхаан білочеревий, Eupodotis senegalensis  LC
- Дрохва сомалійська, Lophotis gindiana  LC

## Сивкоподібні
Родина: Триперсткові
- Триперстка африканська, Turnix sylvaticus  LC

Родина: Яканові

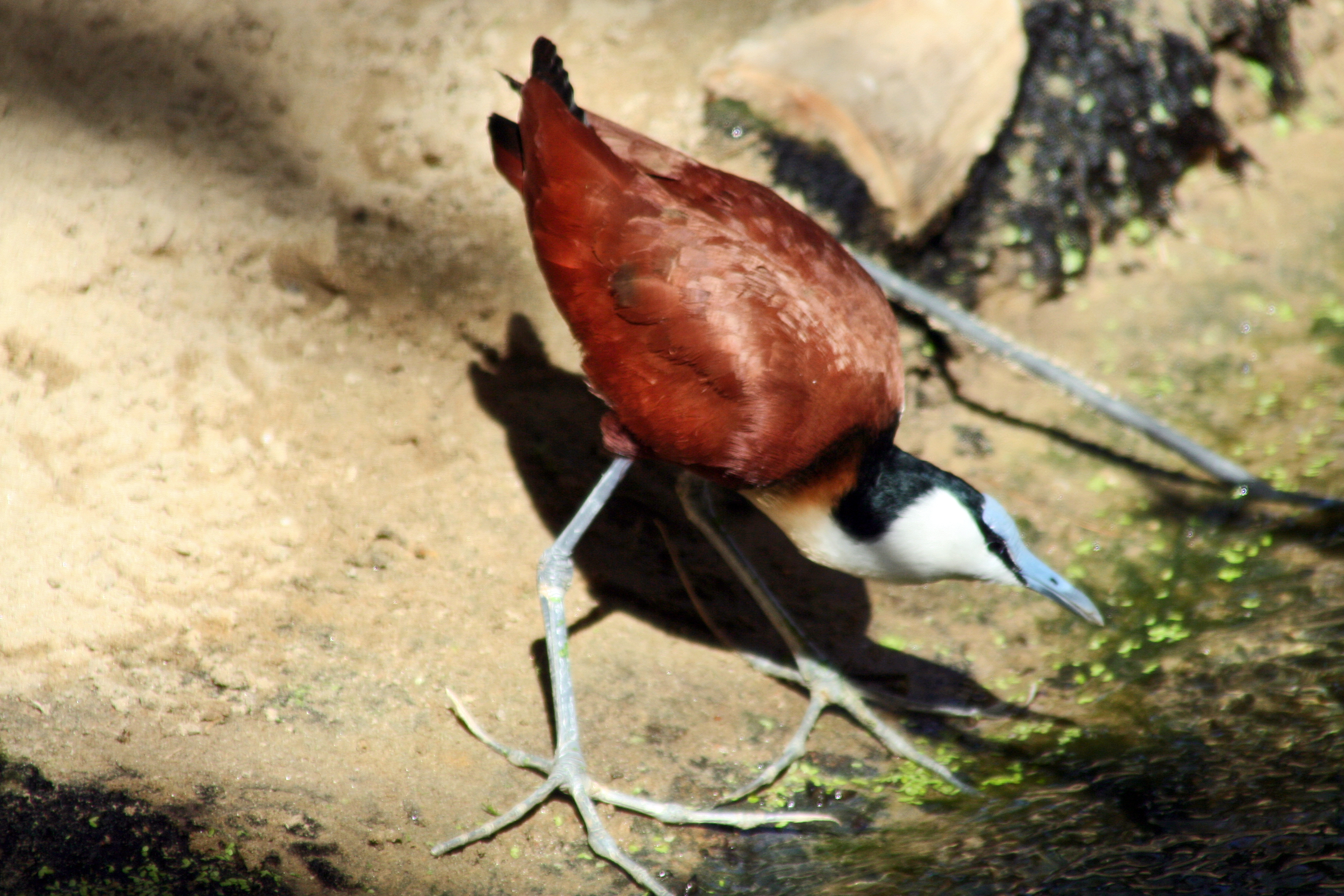
Якана африканська

- Якана африканська, Actophilornis africanus  LC

Родина: Крабоїдові
- Крабоїд, Dromas ardeola  LC

Родина: Куликосорокові
- Кулик-сорока, Haematopus ostralegus  LC

Родина: Чоботарові
- Кулик-довгоніг, Himantopus himantopus  LC
- Чоботар, Recurvirostra avosetta  LC

Родина: Лежневі

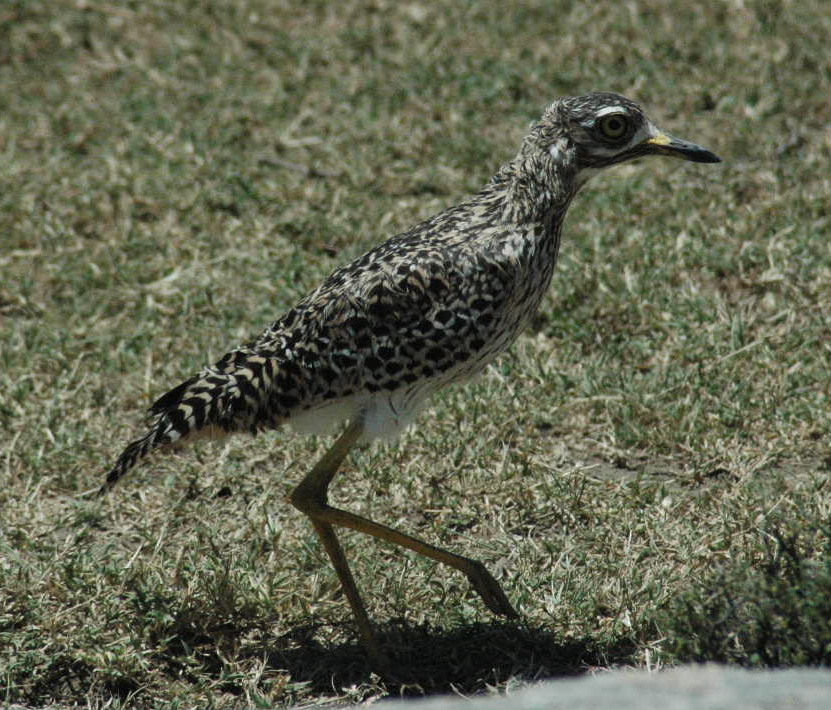
Лежень плямистий

- Лежень звичайний, Burhinus oedicnemus  LC
- Лежень річковий, Burhinus senegalensis  LC
- Лежень плямистий, Burhinus capensis  LC

Родина: Дерихвостові
- Бігунець пустельний, Cursorius cursor (A)  LC
- Бігунець смугастоволий, Smutsornis africanus  LC
- Бігунець червононогий, Rhinoptilus chalcopterus  LC
- Дерихвіст лучний, Glareola pratincola  LC

Родина: Сивкові
- Сивка морська, Pluvialis squatarola  LC
- Сивка бурокрила, Pluvialis fulva  LC
- Чайка шпорова, Vanellus spinosus  LC
- Пісочник великий, Charadrius hiaticula  LC
- Пісочник малий, Charadrius dubius  LC
- Пісочник-пастух, Charadrius pecuarius  LC
- Пісочник білобровий, Charadrius tricollaris  LC
- Пісочник морський, Charadrius alexandrinus  LC
- Пісочник монгольський, Charadrius mongolus  LC
- Пісочник товстодзьобий, Charadrius leschenaultii  LC
- Пісочник каспійський, Charadrius asiaticus  LC

Родина: Баранцеві

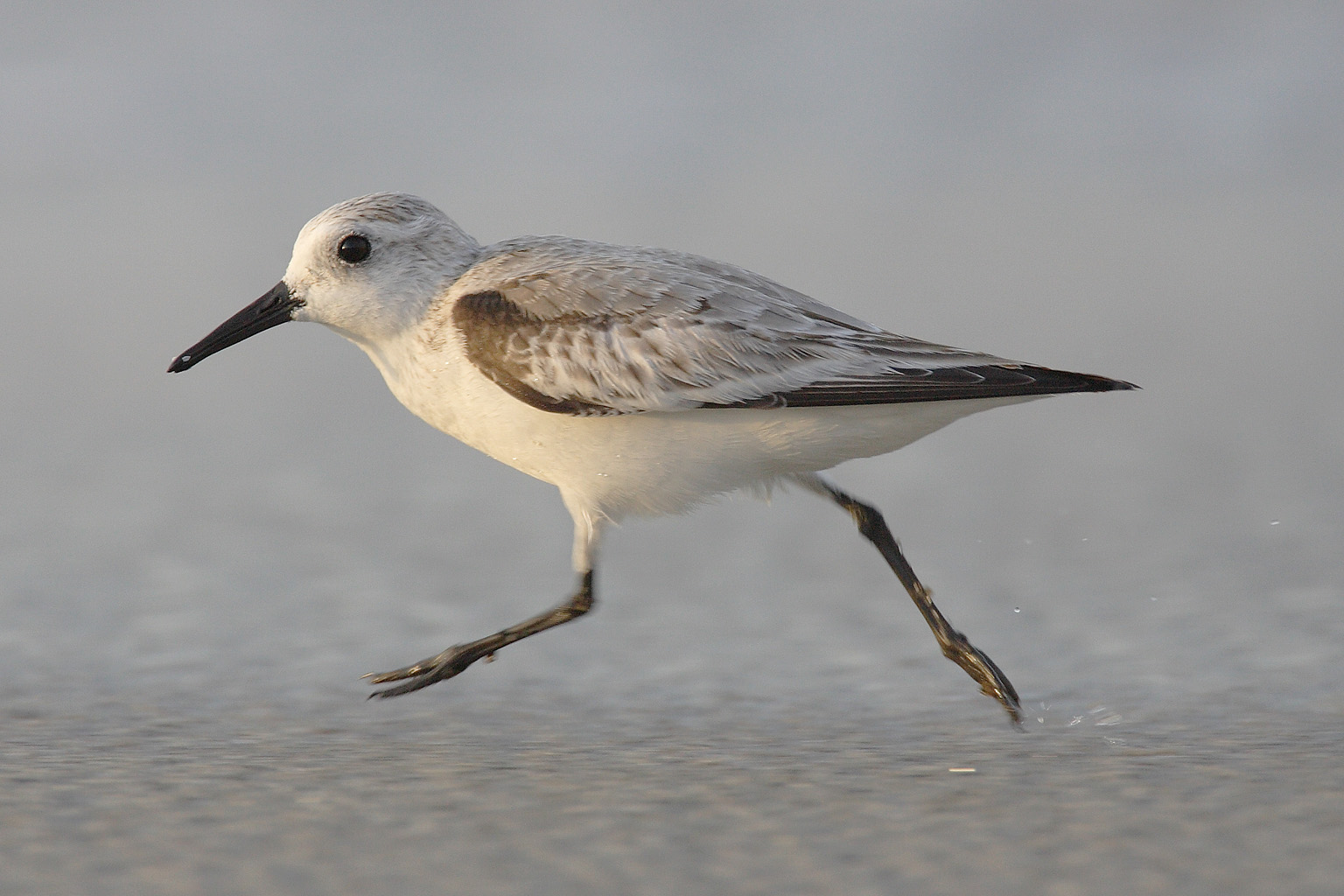
Побережник білий трапляється на зимівлі

- Баранець звичайний, Gallinago gallinago  LC
- Грицик малий, Limosa lapponica  NT
- Грицик великий, Limosa limosa  NT
- Кульон середній, Numenius phaeopus  LC
- Кульон великий, Numenius arquata  NT
- Кульон тонкодзьобий, Numenius tenuirostris (А)  CR
- Коловодник чорний, Tringa erythropus  LC
- Коловодник звичайний, Tringa totanus  LC
- Коловодник ставковий, Tringa stagnatilis  LC
- Коловодник великий, Tringa nebularia  LC
- Коловодник лісовий, Tringa ochropus  LC
- Коловодник болотяний, Tringa glareola  LC
- Мородунка, Xenus cinereus  LC
- Набережник палеарктичний, Actitis hypoleucos  LC
- Крем'яшник звичайний, Arenaria interpres  LC
- Побережник білий, Calidris alba  LC
- Побережник малий, Calidris minuta  LC
- Побережник білохвостий, Calidris temminckii  LC
- Побережник довгопалий, Calidris subminuta  LC
- Побережник червоногрудий, Calidris ferruginea  NT
- Побережник чорногрудий, Calidris alpina  LC
- Побережник болотяний, Calidris falcinellus  LC
- Брижач, Calidris pugnax  LC
- Плавунець круглодзьобий, Phalaropus lobatus  LC

Родина: Поморникові

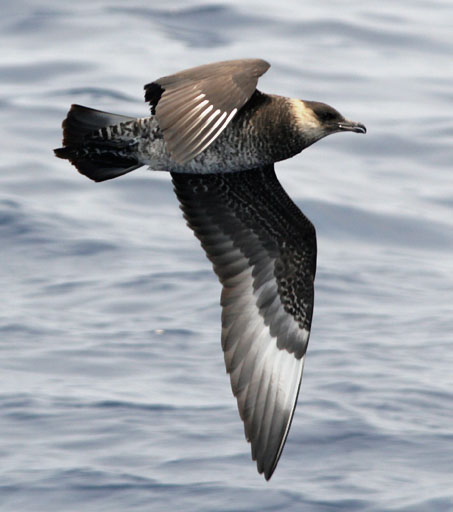
Поморник середній

- Поморник середній, Stercorarius pomarinus  LC
- Поморник короткохвостий, Stercorarius parasiticus  LC

Родина: Мартинові

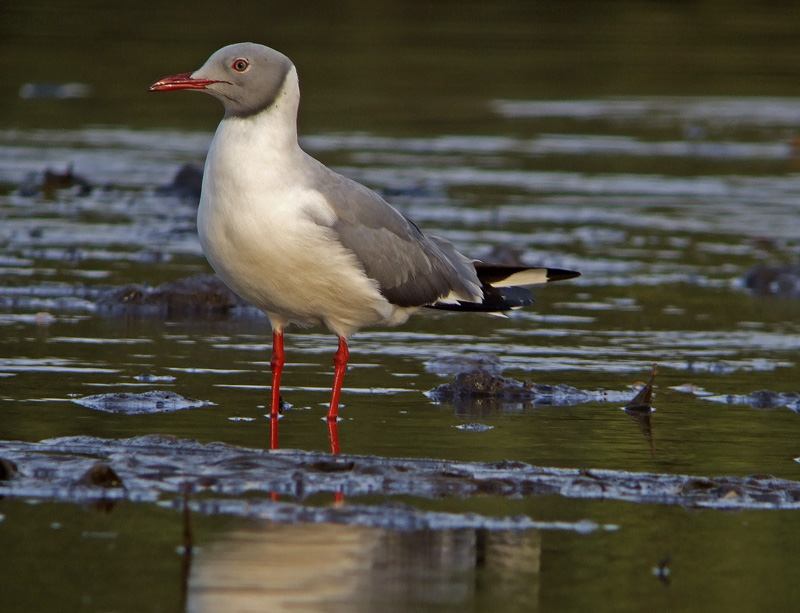
Мартин сіроголовий

- Мартин червономорський, Ichthyaetus leucophthalmus  LC
- Мартин аденський, Ichthyaetus hemprichii  LC
- Мартин сріблястий, Larus argentatus  LC
- Мартин чорнокрилий, Larus fuscus  LC
- Мартин жовтоногий, Larus cachinnans  LC
- Мартин севанський, Larus armenicus  LC
- Мартин тонкодзьобий, Chroicocephalus genei  LC
- Мартин звичайний, Chroicocephalus ridibundus  LC
- Крячок чорнодзьобий, Gelochelidon nilotica  LC
- Крячок каспійський, Hydroprogne caspia  LC
- Крячок жовтодзьобий, Thalasseus bergii  LC
- Крячок рябодзьобий, Thalasseus sandvicensis  LC
- Крячок бенгальський, Thalasseus bengalensis  LC
- Крячок річковий, Sterna hirundo  LC
- Крячок аравійський, Sterna repressa  LC
- Крячок малий, Sternula albifrons  LC
- Крячок мекранський, Sternula saundersi  LC
- Крячок строкатий, Onychoprion fuscatus  LC
- Крячок бурокрилий, Onychoprion anaethetus  LC
- Крячок чорний, Chlidonias niger (A)  LC
- Крячок білокрилий, Chlidonias leucopterus  LC
- Крячок білощокий, Chlidonias hybrida  LC
- Крячок бурий, Anous stolidus  LC

## Рябкоподібні
Родина: Рябкові
- Рябок пустельний, Pterocles exustus  LC
- Рябок сенегальський, Pterocles senegallus  LC
- Рябок абісинський, Pterocles lichtensteinii  LC

## Голубоподібні
Родина: Голубові

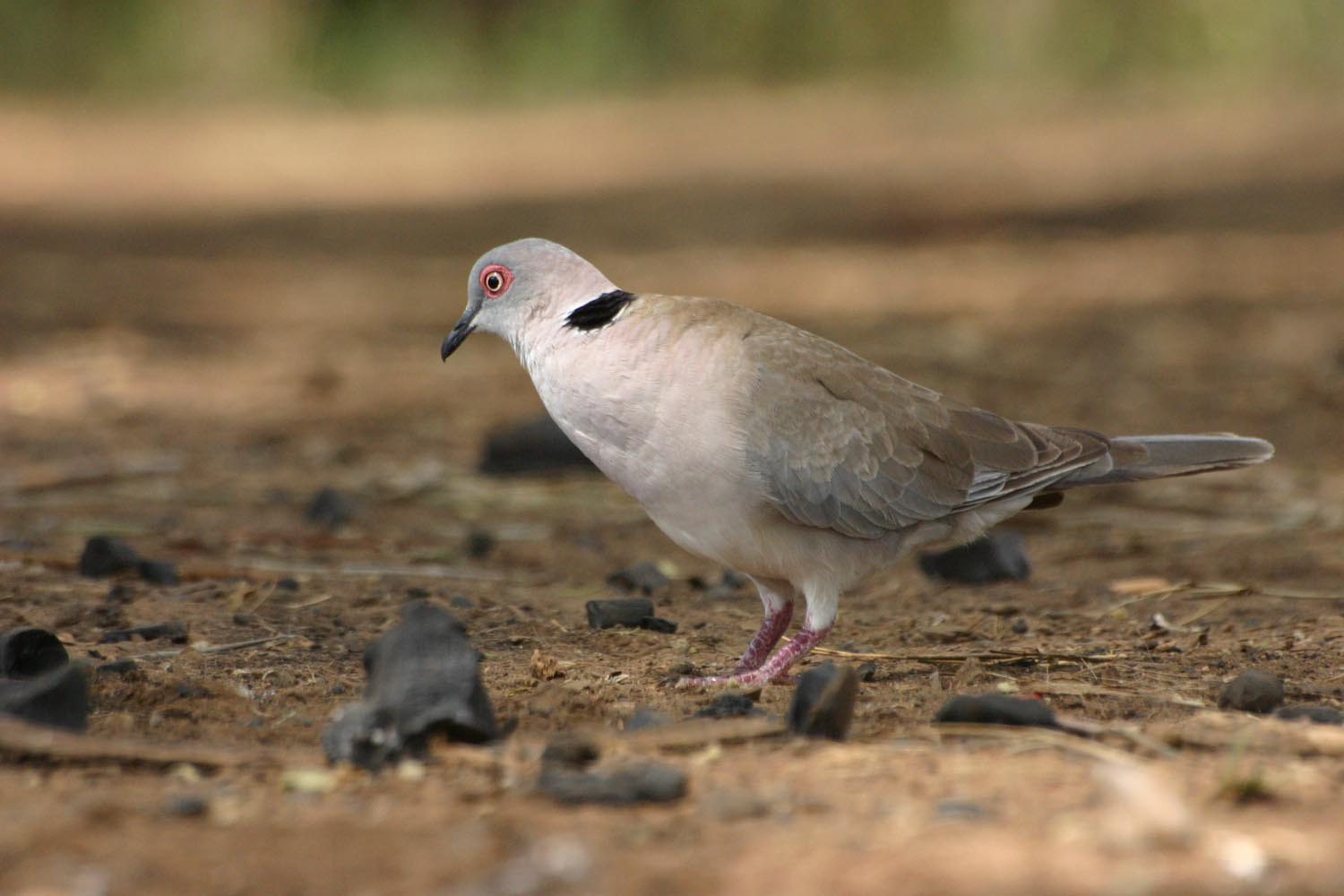

- Голуб сизий, Columba livia (I)  LC
- Голуб цяткований, Columba guinea  LC
- Голуб жовтоокий(інші мови), Columba arquatrix  LC
- Горлиця звичайна, Streptopelia turtur  VU
- Горлиця мавританська(інші мови), Streptopelia roseogrisea  LC
- Горлиця суданська(інші мови), Streptopelia decipiens  LC
- Горлиця південна(інші мови), Streptopelia capicola  LC
- Горлиця мала, Streptopelia senegalensis  LC
- Горлиця абісинська, Turtur abyssinicus  LC
- Горлиця капська, Oena capensis  LC
- Вінаго жовточеревий, Treron waalia  LC

## Папугоподібні
Родина: Psittaculidae
- Папуга Крамера, Psittacula krameri  LC

## Зозулеподібні
Родина: Зозулеві
- Зозуля строката, Clamator jacobinus  LC
- Зозуля чубата, Clamator glandarius  LC
- Зозуля звичайна, Cuculus canorus  LC
- Зозуля саванова, Cuculus gularis  LC
- Коукал сенегальський, Centropus senegalensis  LC
- Коукал білобровий, Centropus superciliosus  LC

## Совоподібні
Родина: Совові

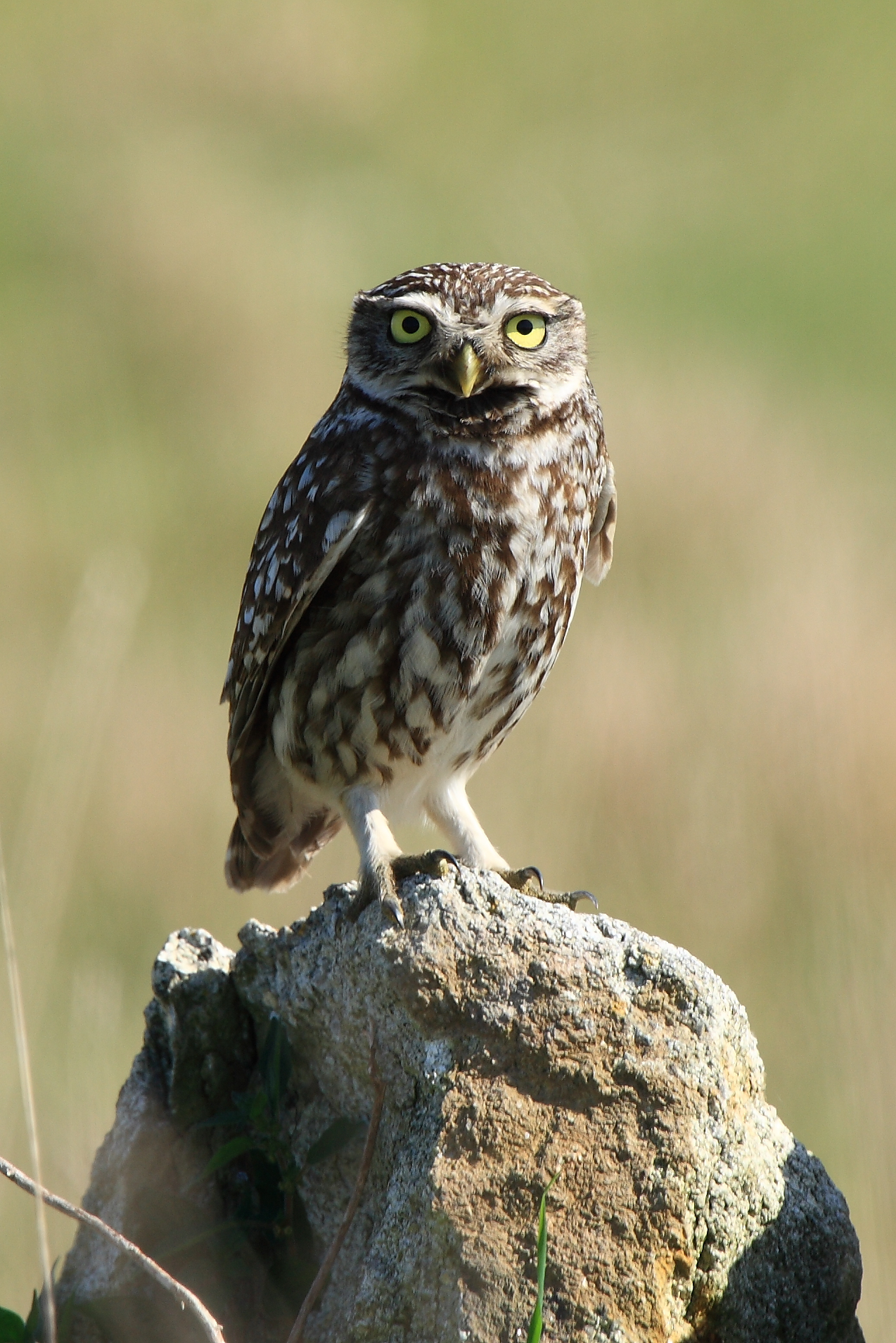
Сич хатній

- Сплюшка африканська , Otus senegalensis  LC
- Сплюшка сіра, Ptilopsis leucotis  LC
- Пугач африканський, Bubo africanus  LC
- Пугач блідий, Bubo lacteus  LC
- Сичик-горобець савановий, Glaucidium perlatum  LC
- Сова болотяна, Asio flammeus  LC
- Сич хатній, Athene noctua  LC

## Дрімлюгоподібні
Родина: Дрімлюгові

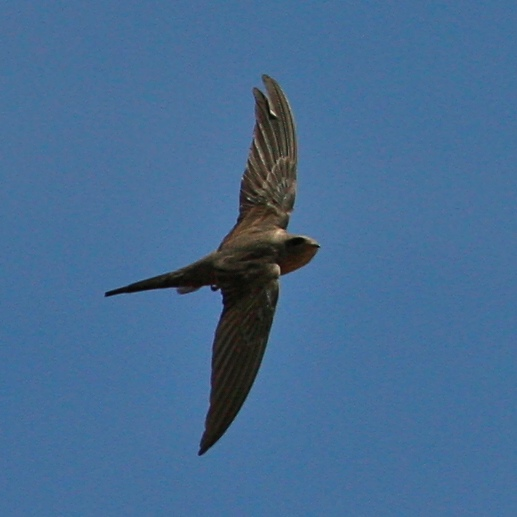
Серпокрилець пальмовий

- Дрімлюга звичайний, Caprimulgus europaeus  LC
- Дрімлюга нубійський, Caprimulgus nubicus  LC
- Дрімлюга блідий, Caprimulgus inornatus  LC
- Дрімлюга джибутійський, Caprimulgus stellatus  LC
- Дрімлюга ефіопський, Caprimulgus clarus  LC
- Дрімлюга-прапорокрил камерунський, Caprimulgus longipennis  LC

Родина: Серпокрильцеві
- Серпокрилець білочеревий, Apus melba  LC
- Серпокрилець чорний, Apus apus  LC
- Серпокрилець блідий, Apus pallidus (A)  LC
- Серпокрилець малий, Apus affinis  LC
- Серпокрилець пальмовий, Cypsiurus parvus  LC

## Чепігоподібні
Родина: Чепігові

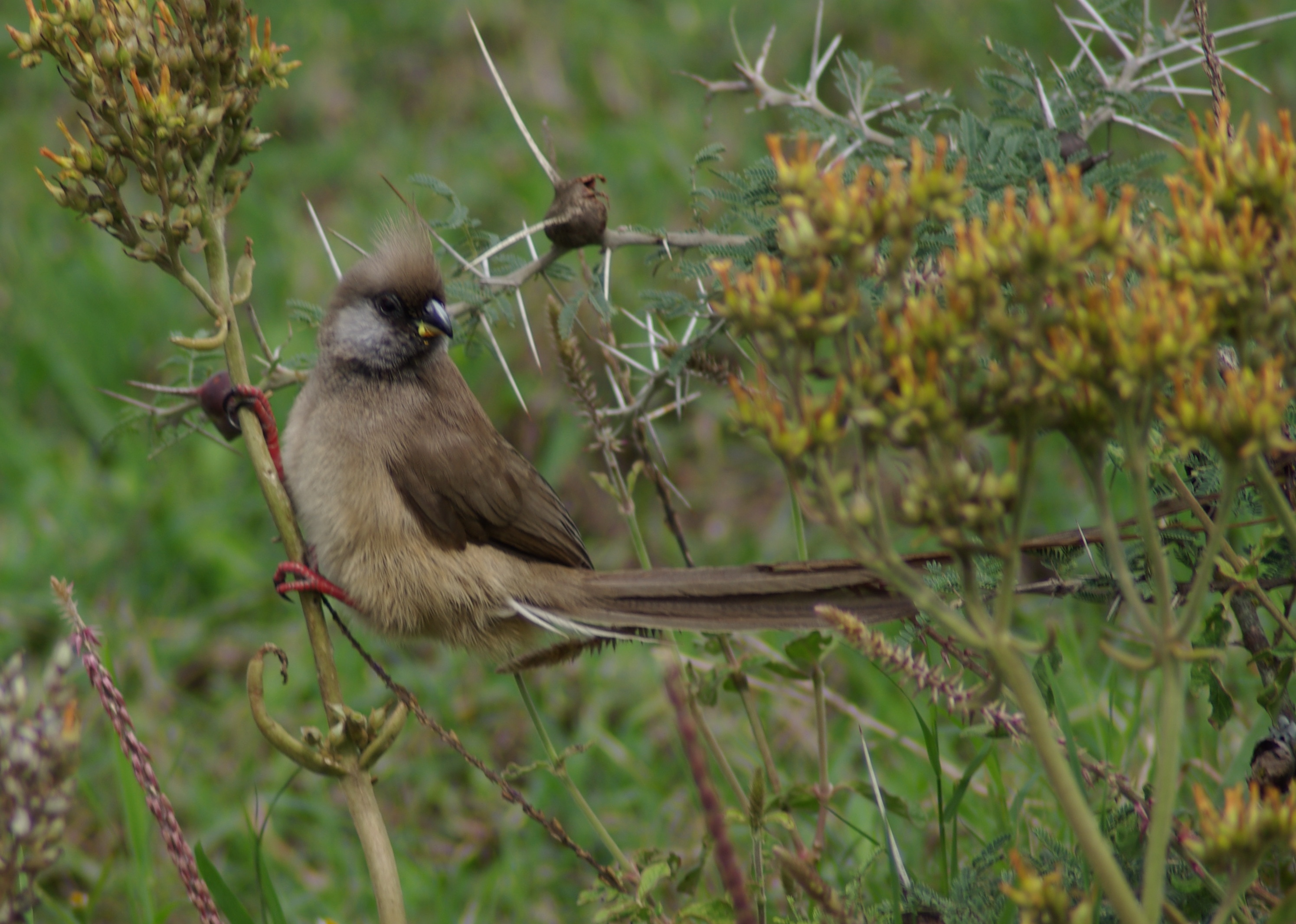
Чепіга бурокрила

- Чепіга бурокрила, Colius striatus  LC
- Паяро синьошиїй, Urocolius macrourus  LC

## Сиворакшоподібні
Родина: Рибалочкові

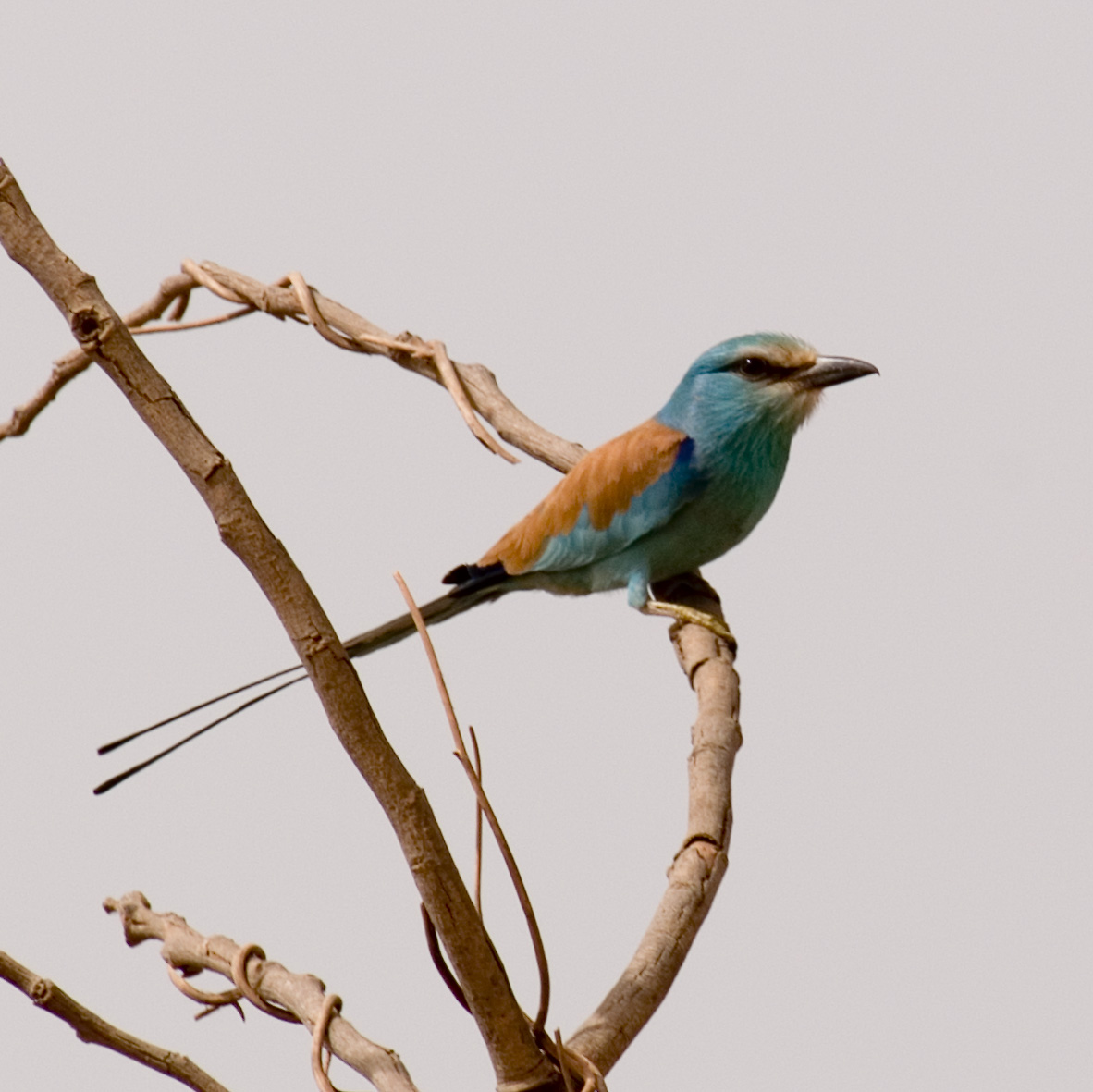
Сиворакша абісинська

- Рибалочка діадемовий, Corythornis cristatus  LC
- Рибалочка-крихітка синьоголовий, Ispidina picta  LC
- Альціон сіроголовий, Halcyon leucocephala  LC

Родина: Бджолоїдкові
- Бджолоїдка карликова, Merops pusillus  LC
- Бджолоїдка білогорла, Merops albicollis  LC
- Бджолоїдка зелена, Merops persicus  LC
- Бджолоїдка звичайна, Merops apiaster  LC

Родина: Сиворакшові
- Сиворакша звичайна, Coracias garrulus  LC
- Сиворакша абісинська, Coracias abyssinicus  LC
- Сиворакша рожевовола, Coracias caudatus  LC

## Bucerotiformes
Родина: Одудові
- Одуд, Upupa epops  LC

Родина: Слотнякові
- Слотняк ефіопський, Phoeniculus somaliensis  LC

Родина: Птахи-носороги
- Токо жовтодзьобий, Tockus flavirostris  LC
- Токо ефіопський, Lophoceros hemprichii  LC

## Дятлоподібні
Родина: Лібійні

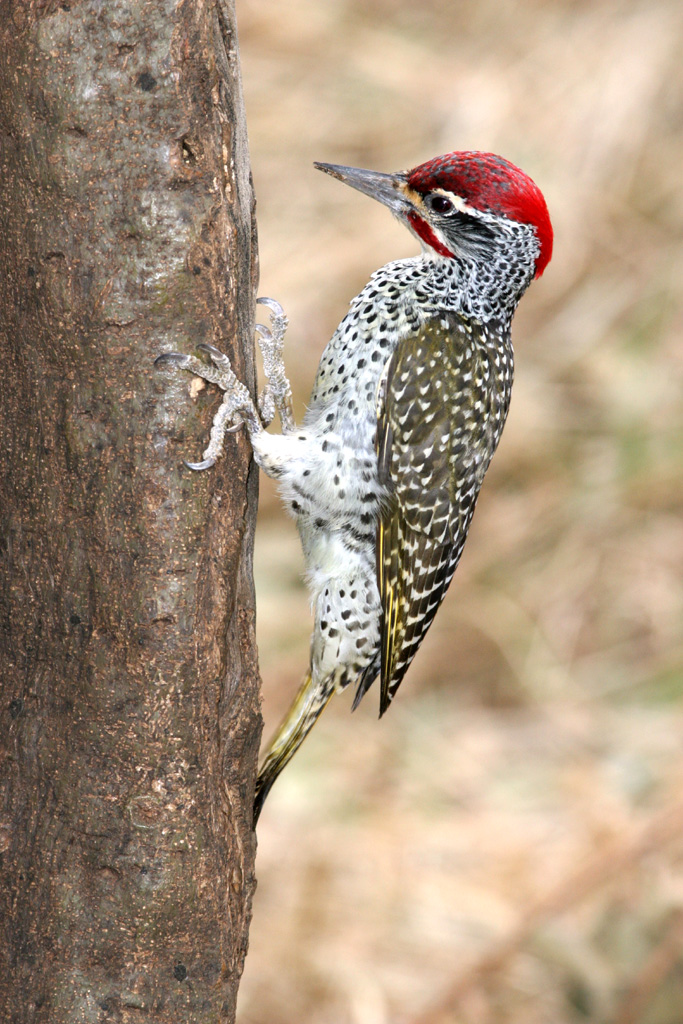
Дятлик нубійський

- Барбудо жовтогорлий, Trachyphonus margaritatus  LC
- Лібія-зубодзьоб мала, Tricholaema melanocephala  LC

Родина: Дятлові
- Крутиголовка, Jynx torquilla  LC
- Крутиголовка африканська, Jynx ruficollis  LC
- Дятлик нубійський, Campethera nubica  LC
- Дятлик зеленокрилий, Campethera cailliautii  LC
- Дятел сірощокий, Dendropicos fuscescens  LC
- Дятел ефіопський, Dendropicos spodocephalus  LC

## Горобцеподібні
Родина: Жайворонкові

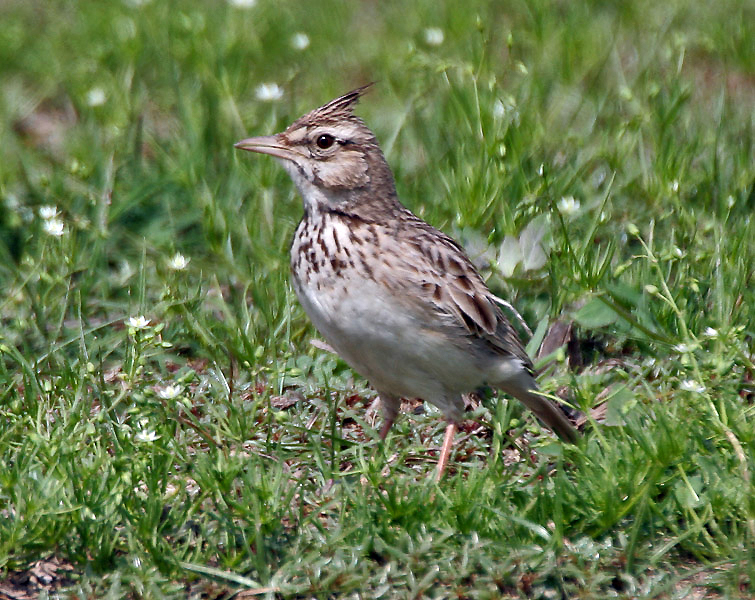
Посмітюха

- Жервінчик білощокий, Eremopterix leucotis  LC
- Жервінчик білолобий, Eremopterix nigriceps  LC
- Жайворонок пустельний, Ammomanes deserti  LC
- Пікір великий, Alaemon alaudipes  LC
- Жайворонок двоплямистий, Melanocorypha bimaculata  LC
- Жайворонок малий, Calandrella brachydactyla  LC
- Посмітюха, Galerida cristata  LC

Родина: Ластівкові

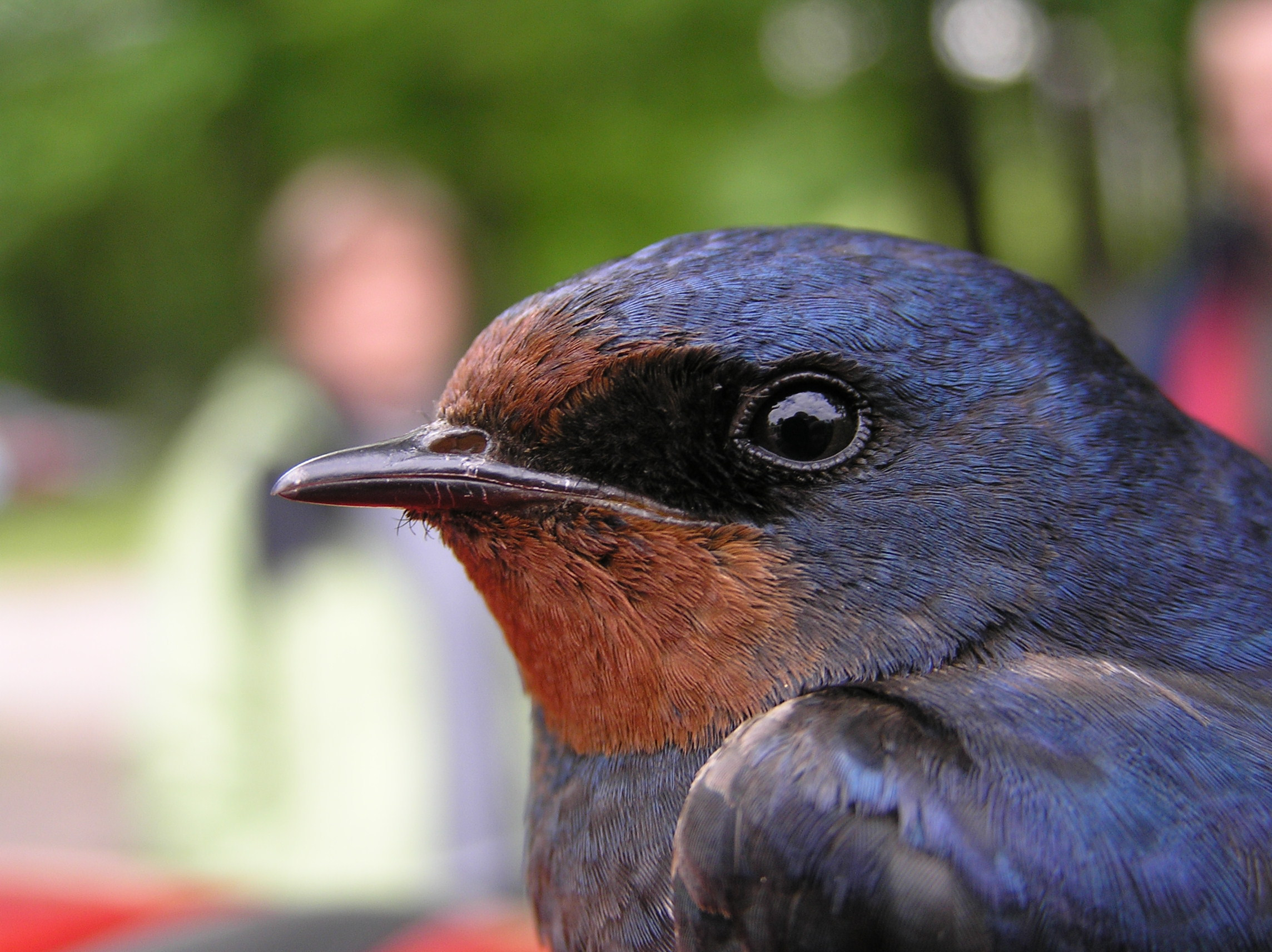
Ластівка сільська прилітає з Європи та Азії на зимівлю

- Ластівка берегова, Riparia riparia  LC
- Ластівка пустельна, Ptyonoprogne obsoleta  LC
- Ластівка сільська, Hirundo rustica  LC
- Ластівка ефіопська, Hirundo aethiopica  LC
- Ластівка міська, Delichon urbicum  LC

Родина: Плискові

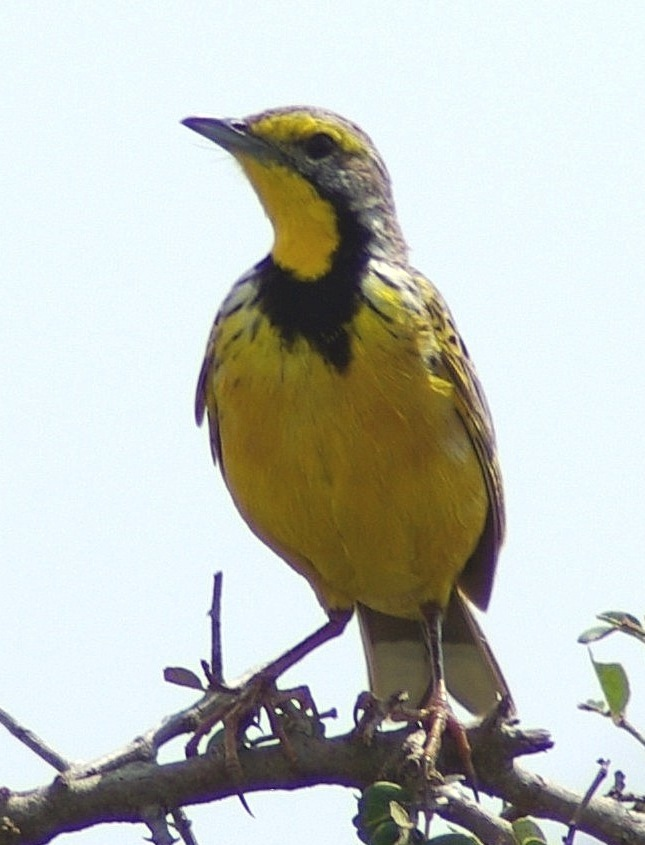
Плиска жовта трапляється на зимівлі

- Плиска строката, Motacilla aguimp  LC
- Плиска біла, Motacilla alba  LC
- Плиска жовтоголова, Motacilla citreola (А)  LC
- Плиска жовта, Motacilla flava  LC
- Плиска гірська, Motacilla cinerea  LC
- Щеврик рудий, Anthus cinnamomeus  LC
- Щеврик довгодзьобий, Anthus similis  LC
- Щеврик польовий, Anthus campestris (A)  LC
- Щеврик лісовий, Anthus trivialis  LC
- Щеврик червоногрудий, Anthus cervinus  LC
- Щеврик золотистий, Tmetothylacus tenellus (А)  LC

Родина: Бюльбюлеві
- Бюльбюль темноголовий, Pycnonotus barbatus  LC

Родина: Дроздові
- Дрізд співочий, Turdus philomelos  LC

Родина: Тамікові
- Таміка віялохвоста, Cisticola juncidis  LC
- Таміка пустельна, Cisticola aridulus  LC
- Принія афро-азійська, Prinia gracilis  LC
- Принія пустельна, Prinia rufifrons  LC
- Цвіркач сіробокий, Camaroptera brevicaudata
- Жовтобрюшка світлоброва, Eremomela icteropygialis  LC

Родина: Macrosphenidae
- Кромбек північний, Sylvietta brachyura  LC

Родина: Очеретянкові

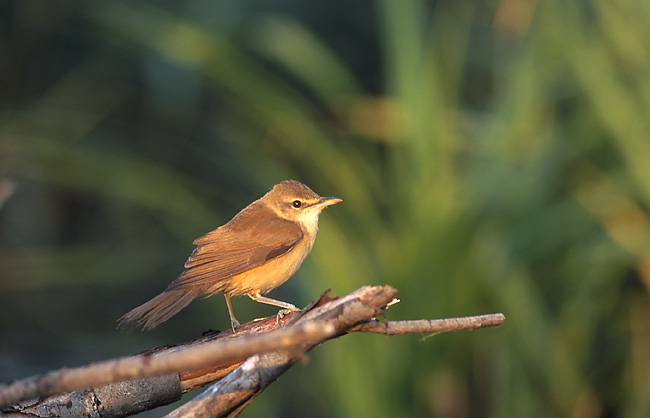
Очеретянка велика — звичайний гість на зимівлі

- Очеретянка лучна, Acrocephalus schoenobaenus  LC
- Очеретянка ставкова, Acrocephalus scirpaceus  LC
- Очеретянка велика, Acrocephalus arundinaceus  LC
- Очеретянка ірацька, Acrocephalus griseldis  EN
- Берестянка бліда, Iduna pallida  LC
- Берестянка пустельна, Hippolais languida  LC
- Берестянка оливкова, Hippolais olivetorum  LC

Родина: Вівчарикові
- Вівчарик брунатний, Phylloscopus umbrovirens  LC
- Вівчарик весняний, Phylloscopus trochilus  LC
- Вівчарик жовтобровий, Phylloscopus sibilatrix  LC
- Вівчарик-ковалик, Phylloscopus collybita  LC

Родина: Кропив'янкові
- Кропив'янка чорноголова, Sylvia atricapilla  LC
- Кропив'янка садова, Sylvia borin  LC
- Кропив'янка сіра, Sylvia communis  LC
- Кропив'янка прудка, Sylvia curruca  LC
- Кропив'янка пустельна, Sylvia nana  LC
- Кропив'янка рябогруда, Sylvia nisoria  LC
- Кропив'янка співоча, Sylvia hortensis  LC
- Кропив'янка аравійська, Curruca leucomelaena  LC
- Кропив'янка Рюпеля, Sylvia rueppelli  LC
- Кропив'янка червоновола, Sylvia cantillans  LC
- Кропив'янка біловуса, Sylvia mystacea  LC

Родина: Мухоловкові

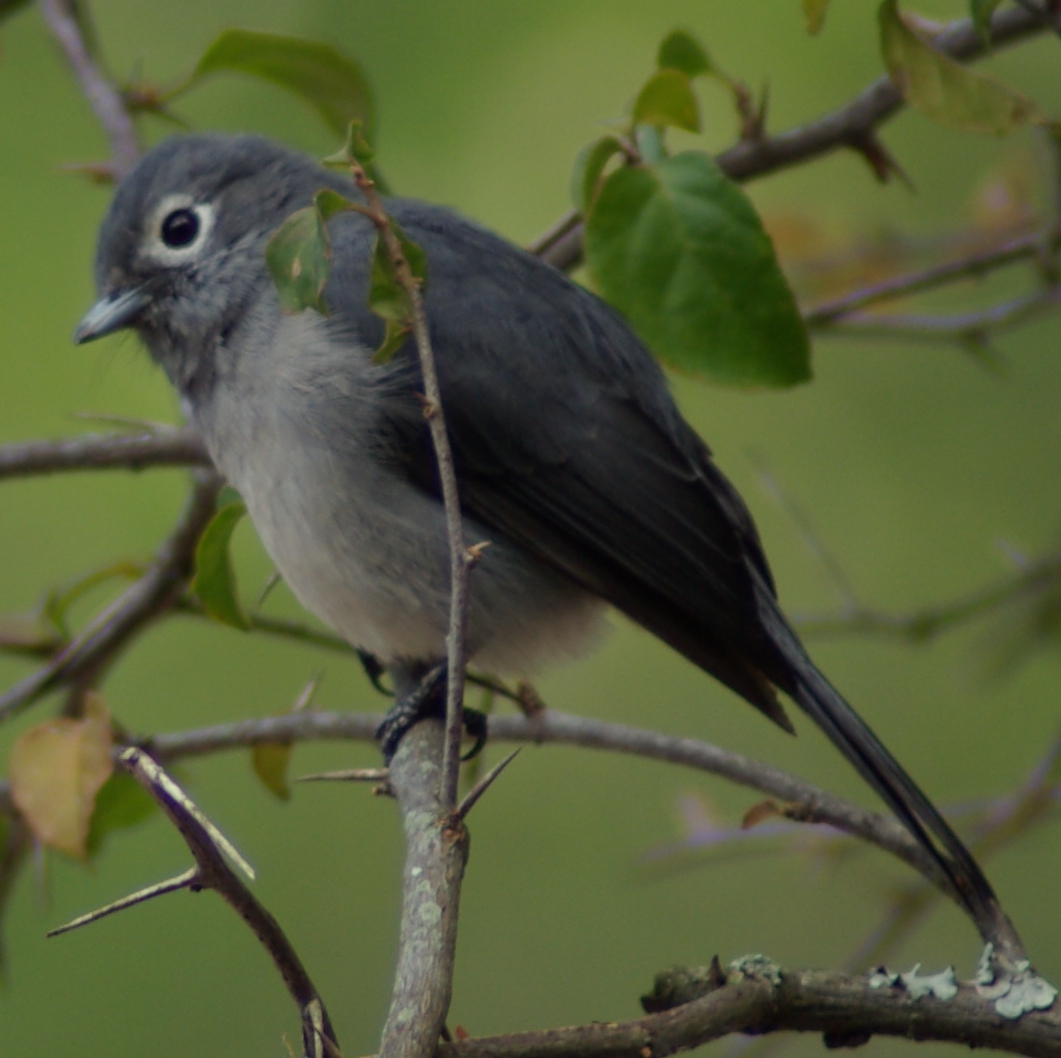
Мухарка сіровола

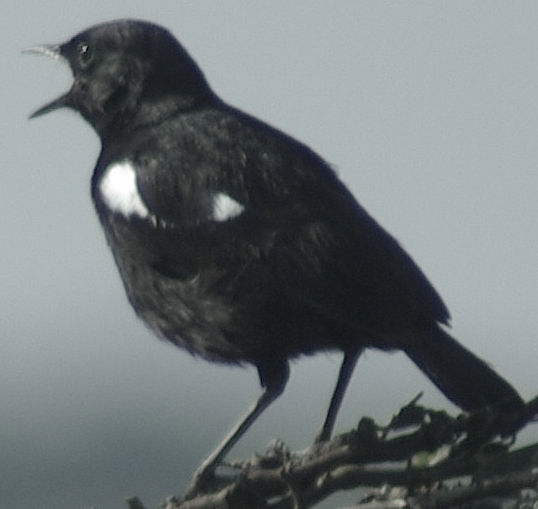
Смолярик чорний в Масаї-Мара

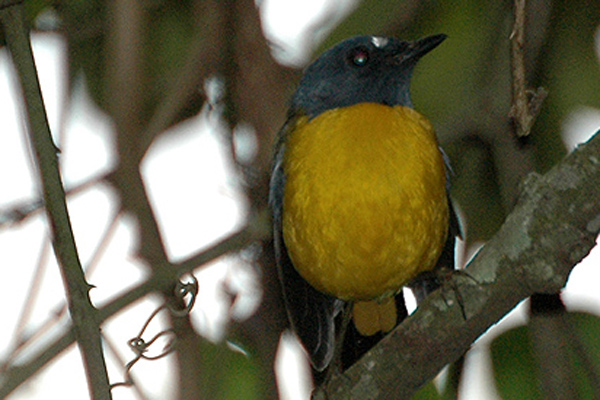
Колоратка чорногорла

- Скеляр синій, Monticola solitarius  LC
- Скеляр строкатий, Monticola saxatilis  LC
- Мухоловка сіра, Muscicapa striata  LC
- Мухоловка акацієва, Muscicapa gambagae  LC
- Соловейко східний, Luscinia luscinia  LC
- Соловейко західний, Luscinia megarhynchos  LC
- Соловейко білогорлий, Irania gutturalis  LC
- Альзакола рудохвоста, Cercotrichas galactotes  LC
- Альзакола білоброва, Cercotrichas leucophrys  LC
- Альзакола чорна, Cercotrichas podobe  LC
- Горихвістка звичайна, Phoenicurus phoenicurus  LC
- Горихвістка чорна, Phoenicurus ochruros  LC
- Трав'янка лучна, Saxicola rubetra  LC
- Трав'янка чорноголова, Saxicola torquatus  LC
- Кам'янка білоголова(інші мови), Oenanthe leucopyga  LC
- Кам'янка білогруда, Oenanthe monacha  LC
- Кам'янка звичайна, Oenanthe oenanthe  LC
- Кам'янка лиса, Oenanthe pleschanka  LC
- Кам'янка іспанська, Oenanthe hispanica  LC
- Кам'янка золотогуза(інші мови), Oenanthe xanthoprymna  LC
- Кам'янка пустельна, Oenanthe deserti  LC
- Кам'янка попеляста, Oenanthe isabellina  LC
- Кам'янка рудовола, Oenanthe bottae  LC
- Кам'янка брунатна, Oenanthe heuglinii (А)  LC
- Трактрак чорнохвостий(інші мови), Cercomela melanura  LC

Родина: Прирітникові
- Приріт акацієвий, Batis orientalis

Родина: Монархові
- Монарх-довгохвіст африканський, Terpsiphone viridis  LC

Родина: Leiothrichidae
- Кратеропа аравійська, Argya squamiceps  LC
- Кратеропа сахарська, Argya fulva  LC

Родина: Нектаркові

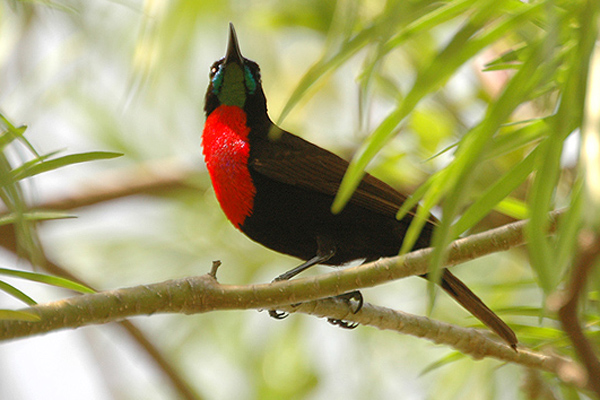
Нектарець червоноволий

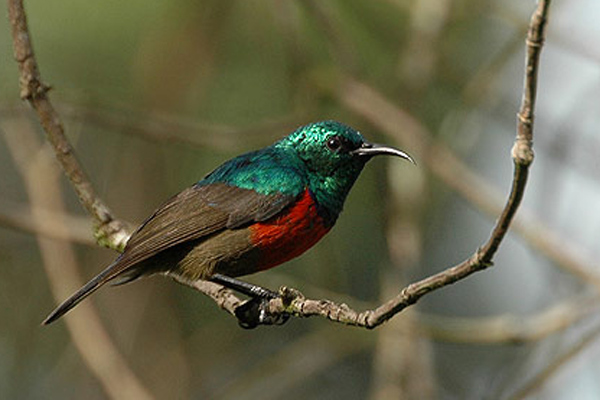
Маріка північна

- Саїманга пурпурова, Anthreptes orientalis (А)  LC
- Саїманга західна, Hedydipna platura  LC
- Саїманга довгохвоста, Hedydipna metallica  LC
- Маріка блискотлива, Cinnyris habessinicus  LC

Родина: Окулярникові
- Окулярник абісинський, Zosterops abyssinicus  LC

Родина: Вивільгові
- Вивільга звичайна, Oriolus oriolus  LC

Родина: Сорокопудові

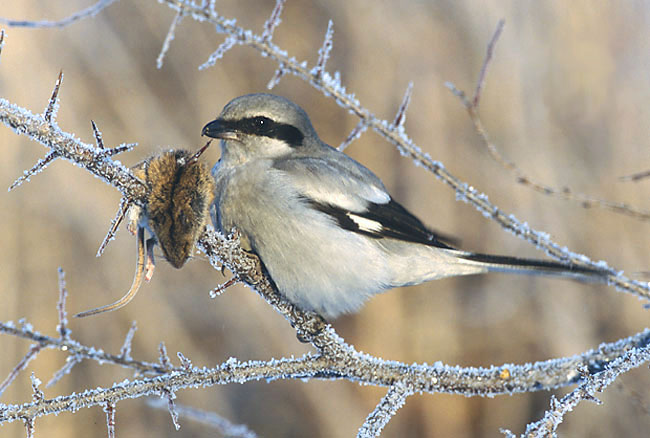
Сорокопуд сірий

- Сорокопуд терновий, Lanius collurio  LC
- Lanius phoenicuroides(інші мови)  LC
- Сорокопуд рудохвостий, Lanius isabellinus  LC
- Сорокопуд чорнолобий, Lanius minor  LC
- Сорокопуд сірий, Lanius excubitor  LC
- Сорокопуд сомалійський, Lanius somalicus  LC
- Сорокопуд білолобий, Lanius nubicus  LC

Родина: Гладіаторові
- Чагра велика, Tchagra senegalus  LC
- Гонолек строкатоголовий, Laniarius ruficeps  LC
- Гонолек чагарниковий, Laniarius aethiopicus  LC
- Чагра червоногорла, Rhodophoneus cruentus  LC

Родина: Дронгові

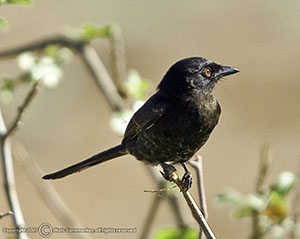
Дронго вилохвостий

- Дронго вилохвостий, Dicrurus adsimilis  LC

Родина: Воронові

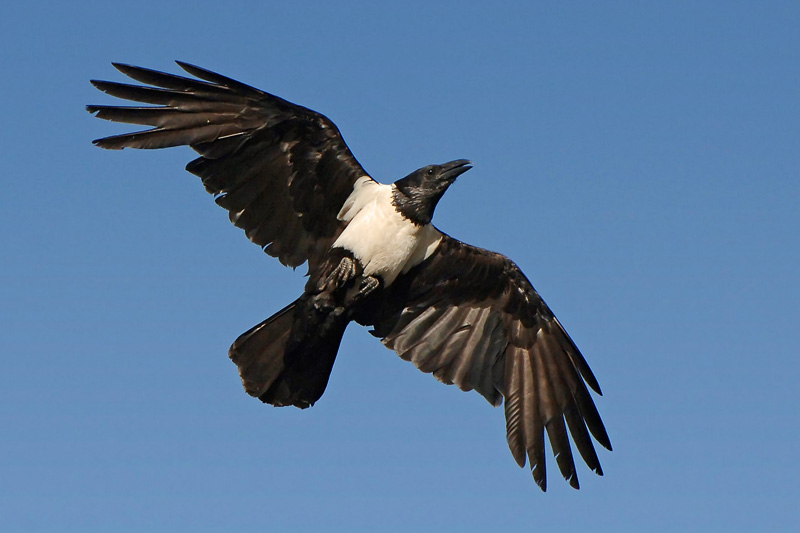
Крук строкатий

- Ворона індійська, Corvus splendens (I)  LC
- Крук строкатий, Corvus albus  LC
- Крук пустельний, Corvus ruficollis  LC
- Крук еритрейський, Corvus edithae  LC
- Крук короткохвостий, Corvus rhipidurus  LC

Родина: Ґедзеїдові
- Ґедзеїд червонодзьобий, Buphagus erythrorynchuss  LC

Родина: Шпакові
- Шпак звичайний, Sturnus vulgaris  LC
- Шпак жовтоголовий, Creatophora cinerea  LC
- Шпак-куцохвіст аметистовий, Cinnyricinclus leucogaster  LC
- Мерл строкатий, Lamprotornis albicapillus  LC
- Моріо сомалійський, Onychognathus blythii  LC

Родина: Ткачикові
- Алекто білоголовий, Dinemellia dinemelli  LC
- Ткачик савановий, Ploceus intermedius  LC
- Ткачик рудощокий, Ploceus galbula  LC
- Квелія червонодзьоба, Quelea quelea  LC

Родина: Астрильдові

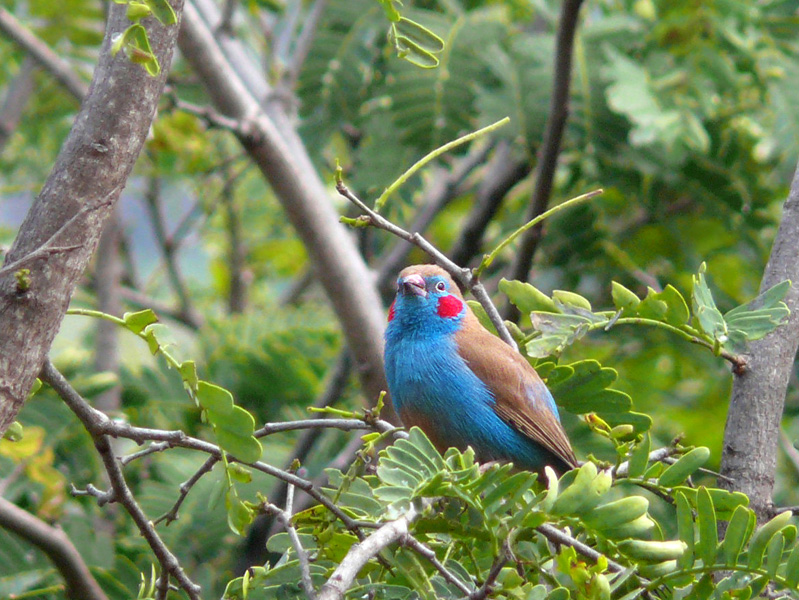
Астрильд-метелик червонощокий

- Мельба строката, Pytilia melba  LC
- Амарант червонодзьобий, Lagonosticta senegala  LC
- Астрильд-метелик червонощокий, Uraeginthus bengalus  LC
- Астрильд червонокрилий, Estrilda rhodopyga  LC
- Сріблодзьоб чорногузий, Euodice cantans  LC

Родина: Вдовичкові

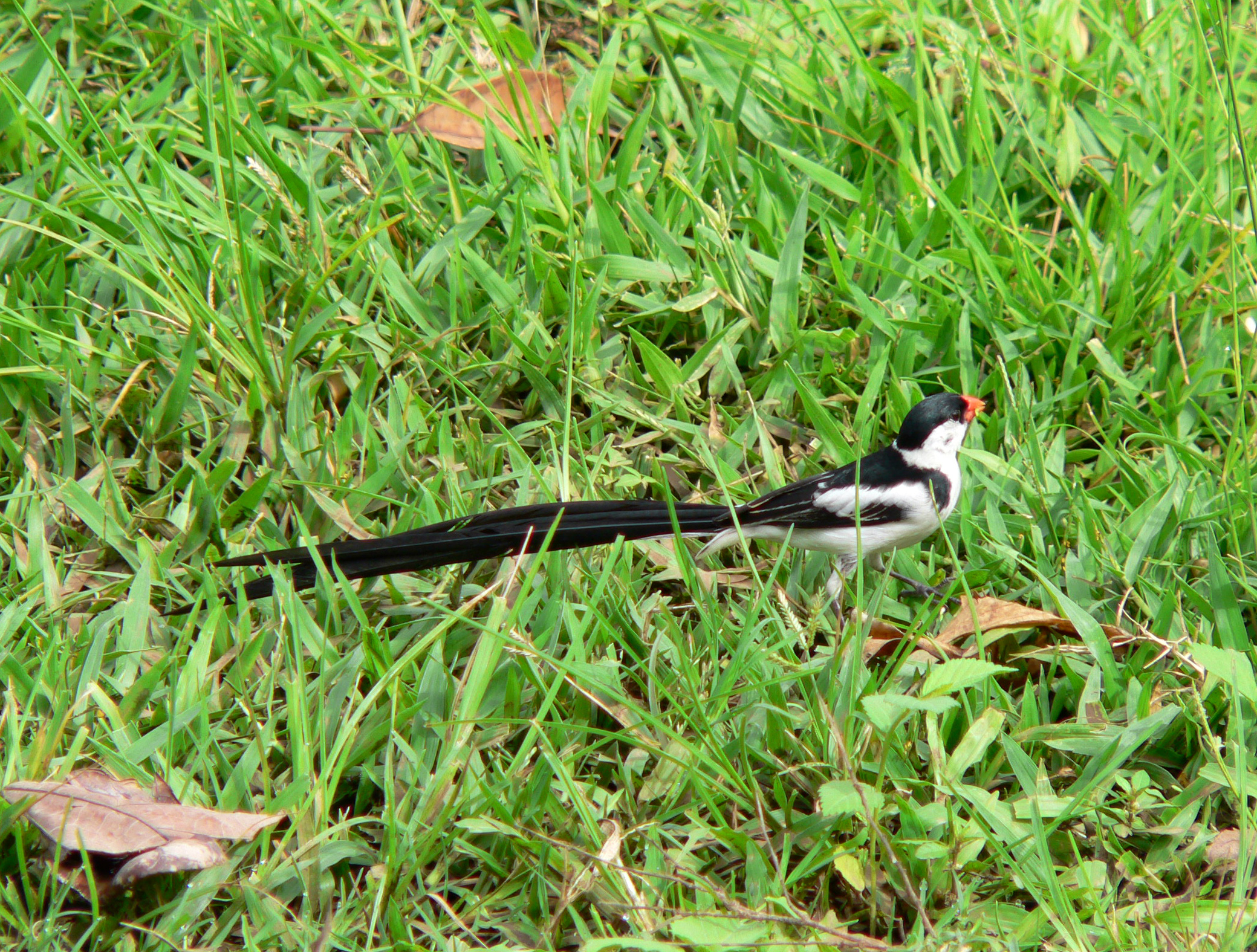
Вдовичка білочерева

- Вдовичка білочерева, Vidua macroura  LC
- Вдовичка райська, Vidua paradisaea  LC

Родина: Вівсянкові
- Вівсянка садова, Emberiza hortulana  LC
- Вівсянка сивоголова, Emberiza caesia  LC
- Вівсянка каштанова, Emberiza tahapisi  LC
- Вівсянка строкатоголова, Emberiza striolata  LC

Родина: В'юркові
- Щедрик чорногорлий, Crithagra atrogularis  LC
- Щедрик буроволий, Crithagra reichenowi  LC
- Снігар туркменський(інші мови), Bucanetes githaginea  LC

Родина: Горобцеві
- Горобець рудоголовий, Passer castanopterus  LC
- Горобець сіроголовий, Passer griseus  LC
- Горобець аравійський, Passer euchlorus  LC
- Горобець сахелевий, Gymnoris pyrgita  LC
- Горобець короткопалий, Carpospiza brachydactyla  LC